# 君といる時間の中で
『君といる時間の中で』（きみといるじかんのなかで）は、平原綾香の3作目のシングル。

## 収録曲
（全作詞：平原綾香／作曲・編曲：小林信吾）
1. 君といる時間の中で
2. 歌う風
3. 君といる時間の中で〜Vocal−less Track〜
4. 歌う風〜Vocal−less Track〜

## タイアップ
君といる時間の中で
- トヨタ自動車「WISH」CMソング
- 東京テアトル映画「おまえ うまそうだな」エンディングテーマ

歌う風
- NHK「スタジオパークからこんにちは」テーマソング